# Apochinomma armatum
Apochinomma armatum là một loài nhện trong họ Corinnidae.
Loài này thuộc chi Apochinomma. Apochinomma armatum được Cândido Firmino de Mello-Leitão miêu tả năm 1922.